# Yasuhiko Okudera
Yasuhiko Okudera (n. 12 martie 1952, Kazuno, Prefectura Akita, Japonia) este un fost fotbalist japonez.

## Statistici
| Japonia | Japonia | Japonia |
| An      | Meciuri | Goluri  |
| ------- | ------- | ------- |
| 1972    | 6       | 1       |
| 1973    | 0       | 0       |
| 1974    | 0       | 0       |
| 1975    | 5       | 0       |
| 1976    | 8       | 7       |
| 1977    | 4       | 0       |
| 1978    | 0       | 0       |
| 1979    | 0       | 0       |
| 1980    | 0       | 0       |
| 1981    | 0       | 0       |
| 1982    | 0       | 0       |
| 1983    | 0       | 0       |
| 1984    | 0       | 0       |
| 1985    | 0       | 0       |
| 1986    | 4       | 0       |
| 1987    | 5       | 1       |
| Total   | 32      | 9       |